# Tamina Reinecke
Tamina Jacqueline Reinecke (* 1995 in Salzgitter) ist eine deutsche Politikerin (Bündnis 90/Die Grünen). Seit 2024 ist sie Abgeordnete des Niedersächsischen Landtags.

## Leben
Reinecke wuchs in Essenrode auf und legte das Abitur in Wolfsburg ab. Sie studierte Tourismuswissenschaft in Breda, Wageningen und Guelph. Sie schloss das Studium mit dem Bachelor of Science ab. Daraufhin studierte sie Umweltwissenschaften mit Schwerpunkt Policy in Wageningen. Sie schloss das Studium mit dem Master of Science ab.
Von Mai bis Oktober 2021 war Reinecke als wissenschaftliche Mitarbeiterin an der Hochschule Breda im Bereich Nachhaltiger Tourismus tätig. Von November 2021 bis März 2024 war sie wissenschaftliche Mitarbeiterin im Wahlkreisbüro des Bundestagsabgeordneten Frank Bsirske in Wolfsburg. Von April 2024 bis zu ihrem Einzug in den Landtag im Dezember 2024 war sie wissenschaftliche Mitarbeiterin an der Jade Hochschule in Wilhelmshaven zum Thema Kreislaufwirtschaft im Tourismus.

## Politik
Reinecke ist seit 2020 Mitglied von Bündnis 90/Die Grünen. Seit 2023 ist sie Mitglied des Kreisvorstands ihrer Partei im Landkreis Helmstedt.
Bei der Landtagswahl in Niedersachsen 2022 kandidierte Reinecke im Landtagswahlkreis Helmstedt, verfehlte jedoch zunächst den Einzug in den Landtag. Am 11. Dezember 2024 rückte sie über Platz 29 der Landesliste der Grünen für Meta Janssen-Kucz in den Landtag nach. Im Landtag ist sie Sprecherin für Tourismus und Regionalentwicklung ihrer Fraktion.